# داش أتان (مراغة)
داش‌ أتان هي قرية في مقاطعة مراغة، إيران. عدد سكان هذه القرية هو 1,250 في سنة 2006.